# Chrysolina lutea
Chrysolina lutea là một loài bọ cánh cứng trong họ Chrysomelidae. Loài này được Petagna miêu tả khoa học năm 1819.